# يويا أونو
يويا أونو (باليابانية: 大野佑哉) هو لاعب كرة قدم ياباني، ولد في 17 أغسطس 1996 في طوكيو في اليابان. لعب مع Matsumoto Yamaga FC ‏.

## وصلات خارجية
- يويا أونو على موقع رابطة كرة القدم اليابانية للمحترفين (اليابانية)
- يويا أونو على موقع قاعدة بيانات كرة القدم.إي يو (الإنجليزية)
- يويا أونو على موقع Soccerway.com (الإنجليزية)
- يويا أونو على موقع عالم كرة القدم.نت (الإنجليزية)